# Rutobo (periodiskt vattendrag)
Rutobo är ett periodiskt vattendrag i Burundi.   Det ligger i provinsen Bubanza, i den nordvästra delen av landet, 40 kilometer norr om huvudstaden Bujumbura.
Omgivningarna runt Rutobo är en mosaik av jordbruksmark och naturlig växtlighet. Runt Rutobo är det tätbefolkat, med 343 invånare per kvadratkilometer.